# 5-та гірсько-піхотна дивізія (Третій Рейх)
5-та гірсько-піхотна дивізія (Третій Рейх) (нім. 5. Gebirgs-Division) — гірсько-піхотна дивізія Вермахту за часів Другої світової війни.

## Історія

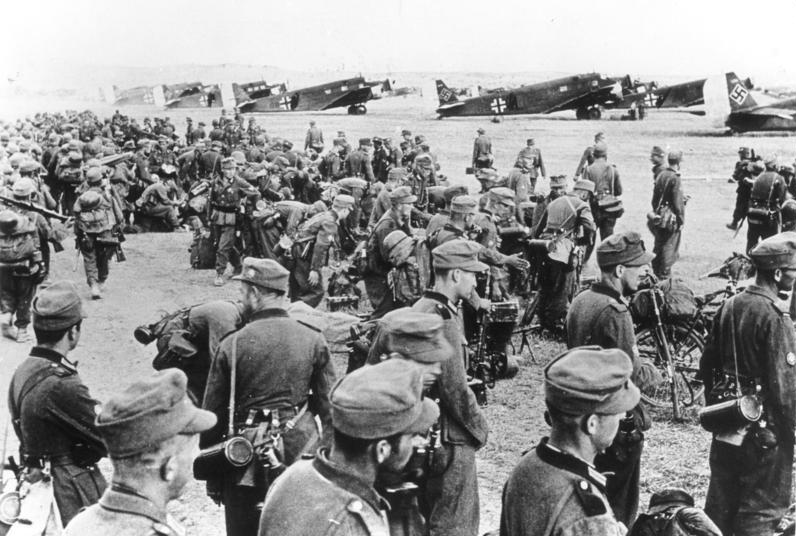
Підготовка єгерів 5-ї гірсько-піхотної дивізії до десантування, 1941 р.

5-та гірсько-піхотна дивізія була створена в жовтні 1940 року в австрійській Тіролі з полків 1-ї гірсько-піхотної дивізії та 10-ї піхотної дивізії (відповідно 100-й гірсько-піхотний полк і 85-й піхотний полк). «Бойове хрещення» дивізія прийняла на Криті під час Операції «Меркурій» у секторі Ретимно-Іракліон, де дивізія висадилася посадковим способом.

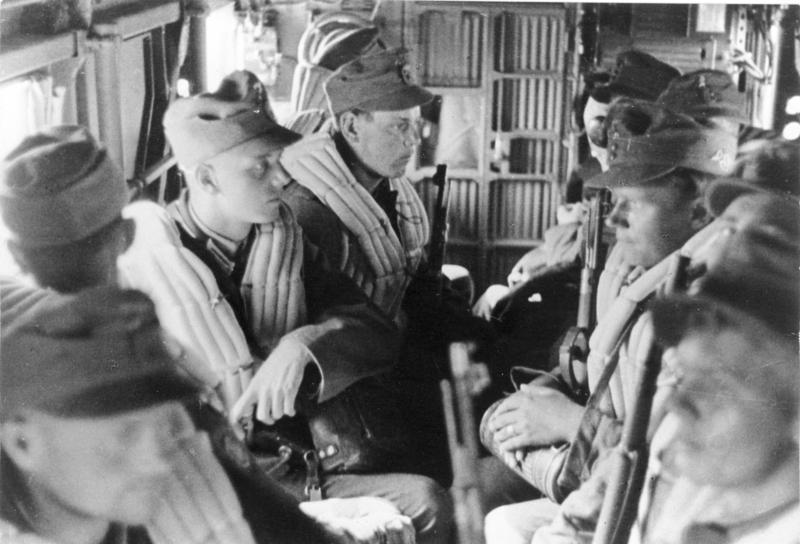
Єгері 5-ї гірсько-піхотної дивізії в літаку Junkers Ju 52 під час висадки на Крит.

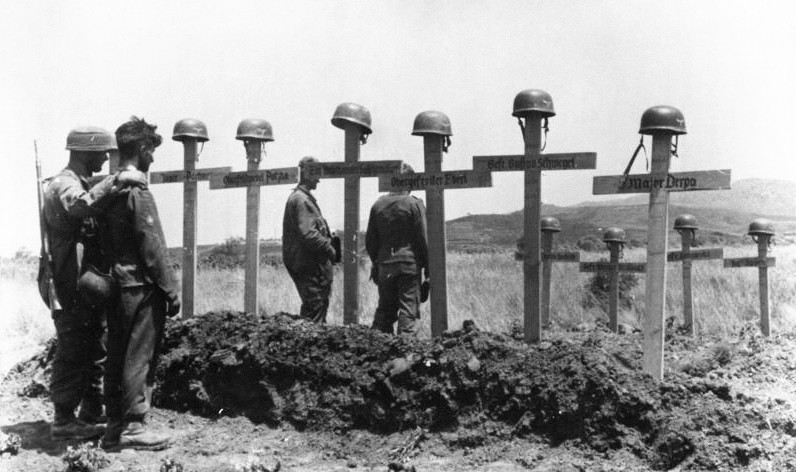
Німецький десантник і єгер оплакують своїх загиблих товаришів. Крит, 1941 р.

Під час операції дивізія втратила 833 бійця (20 офіцерів і 813 солдатів, з яких 488 — безвісти зниклими). Після захоплення острову, дивізія майже півроку несла окупаційну службу.
В кінці листопаду 1941 року — дивізію передислоковують до Зальцбурга для поповнення й подальшої відправки на фронт. В лютому 1942 року дивізія відбуває на Східний фронт — під Ленінград, де і веде бої майже рік — з квітня 1942 по квітень 1943.
Після важких оборонних боїв, з величезними втратами серед особового складу, дивізію в листопаді 1943 перекидають в Італію, де в січні 1944 року дивізія бере участь в обороні Лінії Густава. З серпня 1944 — дивізія перебувала в резерві в Альпах. 8 травня 1945 року — дивізія здалася 5-ї армії США в Турині.

## Склад дивізії
- Штаб
- 85-й гірсько-піхотний полк
- 100-й гірсько-піхотний полк
- 95-й гірсько-артилерійський полк
- 95-й протитанковий батальйон
- 73-тя легка зенітна батарея (Люфтваффе)
- 95-й гірсько-піхотний інженерний батальйон
- 95-й гірсько-піхотний розвідувальний батальйон
- 95-й гірсько-піхотний медичний батальйон
- 95-й гірсько-піхотний батальйон забезпечення
- 95-й гірсько-піхотний резервний батальйон
- 95-й гірсько-піхотний батальйон зв'язку

## Структура командування
| Дата          | Роль       | Корпус                 | Армія                                          | Група армій          | Розташування      |
| жовтень 1940  | створення  | XVIII військовий округ | —                                              | —                    | Австрія           |
| листопад 1940 |            | 18-й армійський корпус | 2-га армія                                     | Група армій «C»      | Австрія           |
| березень 1941 |            | 18-й армійський корпус | 12-та армія                                    | Група армій «C»      | Крит, Греція      |
| листопад 1941 | поповнення | BdE                    | V військовий округ                             | Група армій «C»      | Австрія           |
| грудень 1941  |            | BdE                    | VII військовий округ та XVIII військовий округ | Група армій «C»      | Австрія           |
| квітень 1942  |            | 1-й армійський корпус  | 18-та армія                                    | Група армій «Північ» | Ленінград, Волхов |
| травень 1942  |            | 50-й армійський корпус | 18-та армія                                    | Група армій «Північ» | Ленінград, Волхов |
| серпень 1942  |            | 28-й армійський корпус | 18-та армія                                    | Група армій «Північ» | Ленінград, Волхов |
| вересень 1942 |            | 26-й армійський корпус | 18-та армія                                    | Група армій «Північ» | Ленінград, Волхов |
| жовтень 1942  |            | 26-й армійський корпус | 18-та армія                                    | Група армій «Північ» | Ленінград, Волхов |
| листопад 1942 |            | 30-й армійський корпус | 18-та армія                                    | Група армій «Північ» | Ленінград, Волхов |
| грудень 1942  |            | 54-й армійський корпус | 18-та армія                                    | Група армій «Північ» | Ленінград, Волхов |
| квітень 1943  |            | 26-й армійський корпус | 18-та армія                                    | Група армій «Північ» | Ленінград, Волхов |
| грудень 1943  | резерв     | —                      | 10-та армія                                    | Група армій «C»      | Північна Італія   |
| січень 1944   |            | 14-й армійський корпус | 10-та армія                                    | Група армій «C»      | Північна Італія   |
| червень 1944  |            | 51-й армійський корпус | 10-та армія                                    | Група армій «C»      | Північна Італія   |
| серпень 1944  | резерв     | —                      | Армійська група «Лігурія»                      | Група армій «C»      | Альпи             |
| вересень 1944 |            | 75-й армійський корпус | Армійська група «Лігурія»                      | Група армій «C»      | Альпи             |
| січень 1945   |            | 75-й армійський корпус | Армійська група «Лігурія»                      | Група армій «C»      | Альпи             |

## Командування
- Генерал-лейтенант Юліус Рінгель (25 жовтня 1940 — 10 лютого 1944);
- Генерал-лейтенант Макс-Гюнтер Шранк (10 лютого 1944 — 18 січня 1945);
- Генерал-майор Ганс Штетс (18 січня — 8 травня 1945).